# Inmalthodes lienhardi
Inmalthodes lienhardi es una especie de coleóptero de la familia Cantharidae.

## Distribución geográfica
Habita en Sumatra (Indonesia).